# Йосифон (гора)
Йосифон (ивр. הר יוסיפון‎ Хар Йосифон, араб. تل يوسف‎, Тель Юсуф) — гора вулканического происхождения на Голанских высотах. Наивысшая точка горы Йосифон — 981 м над уровнем моря.

## Описание
Гора Йосифон находится на Голанских высотах, между горой «Хозек» и горой «Шифон», к югу от кибуца Эйн-Зиван.
На арабском языке название горы звучит как «Тель-Юсуф». Правительственная комиссия по наименованиям Израиля сначала предложила назвать её на иврите «Тель-Йосеф», но в Израиле уже существовал кибуц Тель-Йосеф.
Поэтому было решено назвать гору «Тель-Йосифон», по созвучию c «Тель-Йосеф» и с отсылкой к еврейской книге «Йосифон», написанной по произведениям Иосифа Флавия, который, помимо всего прочего, является основным источником информации о еврейском населении Голанских высот в период Второго Храма.
В дальнейшем, приставка «Тель» (курган) была заменена на «Хар» (гора), что больше соответствует действительности.

## История
В начале войны Судного дня Сирийская армия захватила гору «Йосифон». Армия обороны Израиля смогла освободить её только 10 октября 1973 года.
На северо-восточном склоне горы находится заброшенный карьер, в котором добывались туф и шлаки.